# Barringtonia lauterbachii
Barringtonia lauterbachii är en tvåhjärtbladig växtart som beskrevs av Reinhard Gustav Paul Knuth. Barringtonia lauterbachii ingår i släktet Barringtonia och familjen Lecythidaceae. Inga underarter finns listade i Catalogue of Life.